# Єпархія Мопти
Єпархія Мопти (лат. Dioecesis Moptensis) — колишня християнська єпархія, сьогодні — титулярна єпархія Католицької Церкви.

## Історія
Єпархія отримала свою назву від міста Мопта в римській провінції Мавретанія, яке, ймовірно, відповідає археологічним розкопкам El-Ouarcha в сучасному Алжирі.
Відомі імена трьох єпископів цієї єпархії. У Карфагенському соборі 411 року брали участь ортодоксальний єпископ Мопти Лев і єпископ-донатист Фелікс. Єпископ Лев брав також участь у Карфагенському соборі 419 року як делегат Мавретанії Сітіфської. У Карфагенському соборі, який у 484 році скликав король вандалів Гунеріх, брав участь єпископ Мопти Віллатик, про якого також відомо, що пізніше він був на засланні.
Сьогодні титулярним єпископом Мопти є єпископ-помічник Тернопільсько-Зборівської архієпархії УГКЦ Теодор Мартинюк.

## Список єпископів
- Лев † (перед 411 — після 419)
  - Фелікс † (згаданий у 411) (єпископ-донатист)
- Віллатик † (згаданий у 484)

## Список титулярних єпископів
- Жуан Антоніу да Сілва Сараїва † (30 серпня 1965 — 21 листопада 1965 призначений єпископом Фуншала
- Юозас Матулайтіс-Лабукас † (24 листопада 1965 — 28 травня 1979 помер)
- Джеффрі Френсіс Мейн † (2 січня 1985 — 7 березня 1998 зрікся)
- Луїджі Моретті (3 липня 1998 — 10 червня 2010 призначений архієпископом Салерно-Кампанья-Ачерно)
- Крістофер Джеймс Койн (14 січня 2011 — 22 грудня 2014 призначений єпископом Берлінгтона)
- Теодор Мартинюк (з 12 березня 2015)